# Mazinkaiser OVAS
Mazinkaiser (マジンカイザー) es un anime lanzado en Japón en 1999, y está basado en el manga de Mazinger Z, del artista Gō Nagai.

## Videojuegos
Mazinkaiser como tal, fue un diseño de Banpresto para modernizar a Mazinger dentro de su saga Super Robot Wars. Con el permiso dado por Go Nagai, su nacimiento se dio en el Super Robot Wars F Final de Sega Saturn. Allí hizo su debut como el nuevo Mazinger. La historia que se dio como excusa para su creación fue que Koji quería un nuevo robot más poderoso, ya que Mazinger se había quedado anticuado en potencia en comparación con los otros mechas. Entonces Yumi aceptó en crearle un nuevo Mazinger más poderoso. Para ello, tomó prestada tecnología usada en la creación del Shin Getter y que ya usaba Psybuster. 
Dado que el robot tuvo éxito, más tarde hizo su aparición en la saga Alpha, dándole una mejor historia y volviéndose todo un clásico de la saga. Aquí, Mazinkaiser fue el primer mazinger creado por el Dr Juzo Kabuto, y ayudado por su hijo Kenzo. Durante unos experimentos con el robot, se produjo la muerte del padre de Koji, donde no se sabe si el alma quedó absorbida por el robot. Dada la peligrosidad del mecha, y su extraordinario poder, Yumi y Juzo decidieron encerrarlo en el sótano, justo en el hangar número 7, y mantenerlo como secreto. Desde entonces, durante las noches, se escuchan unos ruidos estremecedores desde el hangar que sobresalen del robot, como si este tuviera vida. Durante una invasión de Ashura contra el Instituto Fotónico, en la que solo se encontraba Mazinger Z, Koji es derrotado, y herido decide refugiarse en el Instituto. Allí recordó que Yumi le explicó una historia sobre un robot secreto que se encontraba en el sótano. En el hangar, vio un pilder extraño y moderno. Decidió cogerlo y salir a pelear. Al encenderlo, Mazinkaiser se reactivó y empezó a salir hacia el exterior llamado por el pilder. Cuando Koji lo ve, decide llamarlo y e insertar el pilder. De esta manera, entra por primera vez en acción en la saga Alpha. En la segunda parte aparece sin el escránder, por un supuesto punto débil que tenía en la conexión con la espalda, donde quedaba inhabilitado los controles durante unos segundos. En ese período, Yumi trabajó para aislar el escrander del robot y subsanar el punto débil. Ya en la tercera parte volverá a aparecer a mitad del juego, y Mazinkaiser obtendrá su ataque definitivo, la Kaiser Nova.
Después, también hará acto de presencia en los Super Robot Wars J (GBA) y en el Super Robot Wars GC y XO. En estos, parten del Mazinkaiser de los OVAs, siguiendo su hilo argumental.

## Anime
Ante el éxito del robot, Nagai decidió dedicarle unas OVAs y crear un remake de la historia de Mazinger. Para ello coge los diseños del manga y nos presenta una serie más oscura que lo que fue la serie del 72. Nos encontramos con todos los personajes principales, incluyendo a Tetsuya y Jun de Gran Mazinger. Solo se echa a faltar algún personaje como el conde Blocken o el duque Gorgon.
Argumento:Todo empieza en Tokio, Mazinger y Gran Mazinger pelean a muerte por defender la ciudad ante la invasión de Ashura y su ejército de bestias mecánicas. La fuerza de estos les supera y atrapan a Mazinger Z. Entre varios robots, arrancan el pilder y lo lanzan a lo lejos. Tetsuya se ve impotente y tiene que abandonar con su robot herido en batalla. Los malos se retiran y se llevan al Z. En una segunda jornada, atacan el laboratorio y un gran mazinger debilitado decide hacerles frente. Entre ellos, una figura conocida se alza, la cual es Mazinger Z, pero portando un aspecto maligno y pilotado por Ashura. Tetsuya se defiende como puede y Mazinger Z se antepone a los ataques del Gran Mazinger. Cuando todo está perdido, una llamarada de fuego acaba con prácticamente todas las bestias mecánicas. Mazinkaiser ha llegado. Demostrando una fuerza sobrenatural, se enfrenta al Ashura Mazinger y lo destroza por completo. Como en modo Berserker, decide ahora destruir el laboratorio, pero ante un valeroso Tetsuya, logra despertar a Koji y evitar la muerte de todos. Ahora, Tetsuya y Jun se deciden retirar y dejar todo en las manos de Koji y Mazinkaiser en su lucha contra el Dr Inferno.
La historia continua con los mikenes en Mazinkaiser VS El General Negro. Película llena de acción y donde se observa el enorme poder del robot.

## El manga
Go Nagai ha realizado un manga sobre el Kaiser dándole un enfoque totalmente diferente. Este manga de 40 páginas termina con la aparición del robot a manos de Koji. Nagai nunca lo ha acabado. Podemos destacar que todo tiene una imagen más futurista y el malo sigue siendo el Dr Inferno.
También tenemos otra historia completa y oficial que sigue el mismo argumento que las OVAs pero de una forma más adulta y más sangrienta. Aquí podemos ver nuevas habilidades del Kaiser, y como no es tan inmortal como aparenta en el anime. Sin duda una mejor versión de la historia narrada en la animación.
- Datos: Q6007862